# Клан Маківен Оттер

Нашоломник клану МакІвен Оттер.

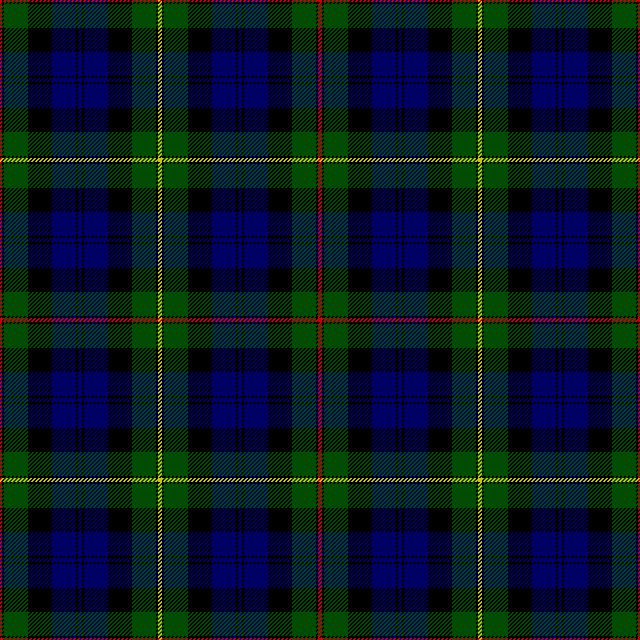
Тартан клану МакІвен Оттер.

Клан МакІвен Оттер (шотл. - Clan Ewen Otter, гел. - Clann mac Eóghain na h-Oitrich) — клан мак Еогайн на х-Ойтріх — один з кланів гірської частини Шотландії — Гайленду. Клан володів землями навколо Кінфінана, що Ковалі в Аргайлі. На сьогодні клан не має визнаного герольдами Шотландії та лордом Лева вождя, тому називається в Шотландії «кланом зброєносців».
Історичні резиденції вождів клану: Замок Кнок Мік Еогайн (гел. - Cnoc Mhic Eoghain), замок Мік Еогайн (гел. - Caisteall Mhic Eoghain)
Останній вождь клану: Свен Мак Івен - помер у 1493 році
Союзні клани: Ламонт, МакЛахлан, МакСвін
Ворожі клани: Кемпбелл

## Історія клану МакІвен Оттер
Згідно з історичними переказами та легендами клан МакІвен Оттер ірландського походження. Клан походить від Доннслейве (ірл. - Donnsleibhe), що є нащадком принца з королівського ірландського клану О’Нейлл на ймення Антрохан Ва Нейлл (ірл. - Ánrothán Ua Néill), що переселився з Ірландії в Кінтайр в ХІ столітті. Він був сином Аеда, що був сином Флайхбертаха Ва Нейлла - короля Айлеха з клану Кенел н-Еогайн - гілки клану О’Нейлл, що помер у 1036 році. Є кілька інших кланів з Аргайлу, що ведуть своє походження від цієї ж людини. Це клани Ламонт, МакНейлл Барра, МакСвін. Вважається, що ці клани остаточно осіли в Шотландії в XIV столітті. Всі ці клани ведуть свій родовід від верховного короля Ірландії Ніла (Ніалла) Дев’яти Заручників (368 - 395 роки правління).
Збереглася генеалогія вождів клану МакІвен Оттер, що складена була в 1467 році і нині зберігається в Національній бібліотеці Шотландії. Рукопис написаний гельською мовою і містить родоводи вождів багатьох кланів Шотландії. На жаль, родовід вождів клану МакІвен пошкоджений і нечитабельний в багатьох місцях. Цей рукопис дослідив і переклав історик В. Ф. Скін на початку ХІХ століття. Ось уривок з цього рукопису, який стосується клану МакІвен: «Волтер син Джона сина Івена сина Гіллеспіка сина ... сина ... сина Саверана сина Доннслейве сина Аеда Алайна, що називався Буйрхе сина Анрадана сина Флахерті...»   
Вожді клану МакІвен Оттер мали свою резиденцію в замку, що стояв біля озера Лох-Файн. Замок називався МакІвен і стояв на скелястому березі озера біля Кілфінану. Нині від замку лишилися вбогі руїни. 
У березні 1432 року Свен МакІвен передав свій титул, землі і баронство своєму феодальному сеньйору - королю Шотландії Джеймсу І. Король призначив спадкоємця для цих земель і баронства - Гіллеспі Кемпела (спадкоємця Дункана Кемпбелла Лохув). Свен МакІвен помер у 1493 році і баронство МакІвен Оттер перейшло до клану Кемпбелл. 
Після смерті Свена лінія вождів клану МакІвен Оттер перервалася. Але згідно з історичною традицією клан МакІвен переселився в землі Леннокс «без вождя, самостійно» у XV столітті. Потім він просив королеву Шотландії Марію І Стюарт призначити нового вождя клану. Але якраз у цей час королеву скинули з трону. 

## Замки кдлану МакІвен Оттер
- Замок МакІвен - відомий ще як замок Івен і як Кайстел Вік Еогайнн (гел. - Caisteal Mhic Eoghainn) - розташований за милю від Кілфінана і Ковал, Аргайл. Замок був резиденцією вождів клану. Замок був побудований на місці стародавньої фортеці часів залізної доби. Збереглися тільки вбогі руїни. У 1960 році археологи проводили розкопки на руїнах цього замку.
- Замок Баллімор - у трьох милях на північний схід від Кілфінана, Ковал, Аргайл. Був також резиденцією вождів клану. Замок був зруйновний в той самий час, коли помер останній вождь клану МакІвен. На залишках руїн замку збереглися поховання.